# Saxifraga cuneata
Saxifraga cuneata är en stenbräckeväxtart. Saxifraga cuneata ingår i Bräckesläktet som ingår i familjen stenbräckeväxter.

## Underarter
Arten delas in i följande underarter:
- S. c. cuneata
- S. c. paniculata
- S. c. corbariensis